# Llista de topònims de Beuda
Llista de topònims (noms propis de lloc) del municipi de Beuda, a la Garrotxa
Informació actualitzada per un bot. Els canvis manuals es perdran quan s'actualitzi!

## castell
| imatge | Nom                          | Ubicat a | instància de | Detalls                      | coordenades                                                             | Protecció                                            | Commons (més fotos)          | Dades a WD                    |
| ------ | ---------------------------- | -------- | ------------ | ---------------------------- | ----------------------------------------------------------------------- | ---------------------------------------------------- | ---------------------------- | ----------------------------- |
|        | Castell Nou de Beuda del Pla | Beuda    | castell      | Estil: arquitectura gòtica   | 42° 14′ 17″ N, 2° 42′ 16″ E / 42.237994446082176°N,2.7044934796452953°E | bé d'interès cultural bé cultural d'interès nacional | Castell Nou de Beuda del Pla | Modifica les dades a Wikidata |
|        | Castell de Beuda             | Beuda    | castell      | Estil: arquitectura romànica | 42° 14′ 40″ N, 2° 42′ 47″ E / 42.2445°N,2.71312°E 561 msnm              | bé d'interès cultural bé cultural d'interès nacional | Castell de Beuda             | Modifica les dades a Wikidata |
|        | Castell de Segueró           | Beuda    | castell      | Estil: arquitectura popular  | 42° 14′ 25″ N, 2° 44′ 57″ E / 42.24028°N,2.74914°E 304 msnm             | bé cultural d'interès local                          | Castell de Segueró           | Modifica les dades a Wikidata |

## entitat singular de població
| imatge | Nom      | Ubicat a | instància de                                                                   | Detalls | coordenades                                                                  | Protecció | Commons (més fotos) | Dades a WD                    |
| ------ | -------- | -------- | ------------------------------------------------------------------------------ | ------- | ---------------------------------------------------------------------------- | --------- | ------------------- | ----------------------------- |
|        | Beuda    | Beuda    | entitat singular de població ens local històric de Catalunya capital municipal | 88 hab  | 42° 14′ 10″ N, 2° 42′ 31″ E / 42.23598054°N,2.70873157°E 311 msnm            |           |                     | Modifica les dades a Wikidata |
|        | Lligordà | Beuda    | entitat singular de població ens local històric de Catalunya                   | 32 hab  | 42° 13′ 09″ N, 2° 42′ 25″ E / 42.2190488588148°N,2.70694153165742°E 278 msnm |           | Lligordà            | Modifica les dades a Wikidata |
|        | Palera   | Beuda    | entitat singular de població ens local històric de Catalunya                   | 20 hab  | 42° 13′ 20″ N, 2° 41′ 51″ E / 42.2222753693416°N,2.69740267392381°E 275 msnm |           | Palera              | Modifica les dades a Wikidata |
|        | Segueró  | Beuda    | entitat singular de població ens local històric de Catalunya                   | 65 hab  | 42° 14′ 31″ N, 2° 44′ 54″ E / 42.241917°N,2.748222°E 310 msnm                |           | Segueró             | Modifica les dades a Wikidata |

## església
| imatge | Nom                                  | Ubicat a     | instància de      | Detalls                                   | coordenades                                                                                          | Protecció                                            | Commons (més fotos)                  | Dades a WD                    |
| ------ | ------------------------------------ | ------------ | ----------------- | ----------------------------------------- | --- | ---------------------------------------------------- | ------------------------------------ | ----------------------------- |
|        | Sant Feliu de Beuda                  | Beuda        | església          | Estil: arquitectura romànica              | 42° 14′ 13″ N, 2° 42′ 35″ E / 42.237°N,2.70976°E                                                     | bé cultural d'interès local                          | Sant Feliu de Beuda                  | Modifica les dades a Wikidata |
|        | Sant Miquel de Coma Roure            | Beuda        | església          | Estil: arquitectura popular               | 42° 15′ 08″ N, 2° 40′ 45″ E / 42.25222°N,2.67923°E                                                   | bé integrant del patrimoni cultural català           | Sant Miquel de Coma Roure            | Modifica les dades a Wikidata |
|        | Sant Pere de Lligordà                | Beuda        | església          | Estil: arquitectura romànica              | 42° 13′ 09″ N, 2° 42′ 27″ E / 42.2192°N,2.70753°E                                                    | bé cultural d'interès local                          | Sant Pere Lligordà                   | Modifica les dades a Wikidata |
|        | Sant Teòfil                          | Beuda        | església capella  |                                           | 42° 14′ 33″ N, 2° 44′ 50″ E / 42.2424348641679°N,2.74717144810789°E ca:El Noguer de Segueró 346 msnm |                                                      |                                      | Modifica les dades a Wikidata |
|        | Santa Maria de Palera                | Beuda Palera | església          | Estil: arquitectura romànica              | 42° 13′ 18″ N, 2° 41′ 52″ E / 42.2216°N,2.69788°E                                                    | bé cultural d'interès local                          | Santa Maria de Palera                | Modifica les dades a Wikidata |
|        | Santa Maria de Segueró               | Beuda        | església          | Estil: arquitectura romànica              | 42° 14′ 30″ N, 2° 44′ 54″ E / 42.2417°N,2.7484°E                                                     | bé cultural d'interès local                          | Santa Maria de Segueró               | Modifica les dades a Wikidata |
|        | capella de l'Anunciació de Falgars   | Beuda        | església ermita   | Estil: arquitectura popular 18th century  | 42° 15′ 26″ N, 2° 44′ 16″ E / 42.25717°N,2.73769°E ca:Muntanya del Mont, Beuda 754 msnm              | bé integrant del patrimoni cultural català           | Capella de l'Anunciació de Falgars   | Modifica les dades a Wikidata |
|        | monestir del Sant Sepulcre de Palera | Beuda        | església monestir | Estil: arquitectura romànica 11st century | 42° 13′ 26″ N, 2° 41′ 57″ E / 42.2239°N,2.69917°E                                                    | bé d'interès cultural bé cultural d'interès nacional | Monestir del Sant Sepulcre de Palera | Modifica les dades a Wikidata |

## font
| imatge | Nom                | Ubicat a | instància de | Detalls | coordenades                                                         | Protecció | Commons (més fotos) | Dades a WD                    |
| ------ | ------------------ | -------- | ------------ | ------- | ------------------------------------------------------------------- | --------- | ------------------- | ----------------------------- |
|        | font del Colom     | Beuda    | font         |         | 42° 13′ 54″ N, 2° 46′ 16″ E / 42.231623362478°N,2.77101584921287°E  |           |                     | Modifica les dades a Wikidata |
|        | font dels Rajolins | Beuda    | font         |         | 42° 14′ 45″ N, 2° 41′ 26″ E / 42.2459614358108°N,2.69047722313639°E |           |                     | Modifica les dades a Wikidata |

## masia
| imatge | Nom                  | Ubicat a                  | instància de     | Detalls                                                        | coordenades                                                                            | Protecció                   | Commons (més fotos)  | Dades a WD                    |
| ------ | -------------------- | ------------------------- | ---------------- | -------------------------------------------------------------- | -------------------------------------------------------------------------------------- | --------------------------- | -------------------- | ----------------------------- |
|        | Ca n'Alzina          | Beuda                     | masia            | Estil: arquitectura popular                                    | 42° 13′ 51″ N, 2° 45′ 41″ E / 42.2307°N,2.76146°E ca:Segueró                           | bé cultural d'interès local |                      | Modifica les dades a Wikidata |
|        | Ca n'Oms de Beuda    | Beuda                     | masia            |                                                                | 42° 13′ 29″ N, 2° 42′ 59″ E / 42.2248°N,2.71652°E 305 msnm                             |                             |                      | Modifica les dades a Wikidata |
|        | Ca n'Oms de Guixars  | Sant Ferriol Beuda Palera | masia            |                                                                | 42° 13′ 19″ N, 2° 41′ 07″ E / 42.22191944°N,2.68525194°E 270 msnm                      |                             |                      | Modifica les dades a Wikidata |
|        | Can Bellaire         | Beuda                     | masia            |                                                                | 42° 12′ 51″ N, 2° 41′ 57″ E / 42.2142646319245°N,2.6992582325105°E                     |                             |                      | Modifica les dades a Wikidata |
|        | Can Biel             | Beuda                     | masia            |                                                                | 42° 14′ 14″ N, 2° 42′ 48″ E / 42.2373298308664°N,2.7133532021136°E                     |                             |                      | Modifica les dades a Wikidata |
|        | Can Bosc             | Beuda                     | masia            |                                                                | 42° 14′ 07″ N, 2° 45′ 07″ E / 42.2353302830666°N,2.75192640096588°E                    |                             |                      | Modifica les dades a Wikidata |
|        | Can Codina           | Beuda                     | masia            |                                                                | 42° 14′ 08″ N, 2° 41′ 36″ E / 42.2355215213676°N,2.69321877232509°E                    |                             |                      | Modifica les dades a Wikidata |
|        | Can Duran            | Beuda                     | masia            |                                                                | 42° 14′ 25″ N, 2° 44′ 57″ E / 42.2401518389734°N,2.74925314958877°E                    |                             |                      | Modifica les dades a Wikidata |
|        | Can Feixes           | Beuda Lligordà            | masia            |                                                                | 42° 13′ 13″ N, 2° 42′ 34″ E / 42.220279837402°N,2.70934704054529°E                     |                             |                      | Modifica les dades a Wikidata |
|        | Can Felip            | Beuda Palera              | masia            |                                                                | 42° 13′ 27″ N, 2° 41′ 43″ E / 42.2243051546012°N,2.69527244395827°E                    |                             |                      | Modifica les dades a Wikidata |
|        | Can Feu              | Beuda Palera              | masia            |                                                                | 42° 13′ 17″ N, 2° 41′ 38″ E / 42.2213203960266°N,2.69389336597756°E                    |                             |                      | Modifica les dades a Wikidata |
|        | Can Goita            | Beuda Lligordà            | masia            |                                                                | 42° 13′ 17″ N, 2° 42′ 32″ E / 42.2215212183097°N,2.70875973960141°E                    |                             |                      | Modifica les dades a Wikidata |
|        | Can Grau             | Beuda                     | masia            |                                                                | 42° 14′ 40″ N, 2° 41′ 31″ E / 42.2443528926071°N,2.69180629571949°E                    |                             |                      | Modifica les dades a Wikidata |
|        | Can Jou              | Beuda                     | masia            |                                                                | 42° 14′ 14″ N, 2° 43′ 29″ E / 42.237357619395°N,2.72469726109637°E                     |                             |                      | Modifica les dades a Wikidata |
|        | Can Lavall           | Beuda                     | masia            |                                                                | 42° 15′ 16″ N, 2° 41′ 35″ E / 42.254335244225°N,2.6930791170686°E                      |                             |                      | Modifica les dades a Wikidata |
|        | Can Lleona           | Beuda                     | masia            |                                                                | 42° 14′ 26″ N, 2° 41′ 02″ E / 42.24056389°N,2.68391139°E 392 msnm                      |                             |                      | Modifica les dades a Wikidata |
|        | Can Lletanis         | Beuda Lligordà            | masia            |                                                                | 42° 13′ 15″ N, 2° 42′ 11″ E / 42.2207051289516°N,2.70309288888576°E                    |                             |                      | Modifica les dades a Wikidata |
|        | Can Llàtzer          | Beuda                     | masia            |                                                                | 42° 13′ 57″ N, 2° 46′ 25″ E / 42.2323671170371°N,2.77365508226863°E                    |                             |                      | Modifica les dades a Wikidata |
|        | Can Maolà            | Beuda Lligordà            | masia            | Estil: arquitectura popular                                    | 42° 13′ 23″ N, 2° 42′ 38″ E / 42.22298°N,2.71045°E                                     | bé cultural d'interès local |                      | Modifica les dades a Wikidata |
|        | Can Nierga           | Beuda                     | masia            |                                                                | 42° 14′ 09″ N, 2° 41′ 26″ E / 42.235784609586°N,2.69057543587052°E                     |                             |                      | Modifica les dades a Wikidata |
|        | Can Nogueró          | Beuda                     | masia            |                                                                | 42° 14′ 22″ N, 2° 44′ 35″ E / 42.2394539054246°N,2.74317154265737°E                    |                             |                      | Modifica les dades a Wikidata |
|        | Can Oliveres         | Beuda                     | masia            |                                                                | 42° 14′ 27″ N, 2° 43′ 05″ E / 42.2408898026269°N,2.71799137343868°E                    |                             |                      | Modifica les dades a Wikidata |
|        | Can Posada           | Beuda                     | masia            |                                                                | 42° 14′ 38″ N, 2° 44′ 22″ E / 42.243977722323°N,2.7394796199237°E                      |                             |                      | Modifica les dades a Wikidata |
|        | Can Posades          | Beuda Segueró             | masia            |                                                                | 42° 14′ 35″ N, 2° 44′ 15″ E / 42.2429534242485°N,2.73746051387773°E                    |                             |                      | Modifica les dades a Wikidata |
|        | Can Prim             | Beuda Lligordà            | masia            |                                                                | 42° 13′ 03″ N, 2° 41′ 56″ E / 42.2173887673321°N,2.69885569630975°E                    |                             |                      | Modifica les dades a Wikidata |
|        | Can Privat           | Beuda                     | masia            |                                                                | 42° 13′ 53″ N, 2° 42′ 20″ E / 42.2313841804516°N,2.70564836790172°E                    |                             |                      | Modifica les dades a Wikidata |
|        | Can Quelona          | Beuda                     | masia            |                                                                | 42° 14′ 20″ N, 2° 41′ 49″ E / 42.2388274454338°N,2.69683879989862°E                    |                             |                      | Modifica les dades a Wikidata |
|        | Can Ribes            | Beuda Palera              | masia            |                                                                | 42° 12′ 52″ N, 2° 41′ 51″ E / 42.2145392370828°N,2.69751229920561°E                    |                             |                      | Modifica les dades a Wikidata |
|        | Can Ripoll           | Beuda                     | masia            |                                                                | 42° 14′ 35″ N, 2° 41′ 05″ E / 42.2431181571346°N,2.68485487705546°E                    |                             |                      | Modifica les dades a Wikidata |
|        | Can Roqueta          | Beuda                     | masia            |                                                                | 42° 16′ 04″ N, 2° 42′ 33″ E / 42.2678413134904°N,2.70909227517243°E                    |                             |                      | Modifica les dades a Wikidata |
|        | Can Selvanera        | Beuda                     | masia            |                                                                | 42° 14′ 10″ N, 2° 44′ 21″ E / 42.2361126688257°N,2.7392219751941°E                     |                             |                      | Modifica les dades a Wikidata |
|        | Can Serrat           | Beuda                     | masia            |                                                                | 42° 14′ 30″ N, 2° 40′ 17″ E / 42.2415495669329°N,2.67148148178717°E                    |                             |                      | Modifica les dades a Wikidata |
|        | Can Solei            | Beuda Lligordà            | masia            |                                                                | 42° 12′ 37″ N, 2° 42′ 27″ E / 42.21033889°N,2.70761111°E 198 msnm                      |                             |                      | Modifica les dades a Wikidata |
|        | Can Teixidor         | Beuda                     | masia            |                                                                | 42° 14′ 29″ N, 2° 44′ 55″ E / 42.2414291009444°N,2.74850873355715°E                    |                             |                      | Modifica les dades a Wikidata |
|        | Can Terrades         | Beuda                     | masia            |                                                                | 42° 13′ 54″ N, 2° 41′ 33″ E / 42.231539139434°N,2.6926200022351°E                      |                             |                      | Modifica les dades a Wikidata |
|        | Can Tries            | Beuda Segueró             | masia            |                                                                | 42° 14′ 25″ N, 2° 44′ 13″ E / 42.240369748131°N,2.7370703985915°E                      |                             |                      | Modifica les dades a Wikidata |
|        | Can Viader           | Beuda Palera              | masia            |                                                                | 42° 12′ 42″ N, 2° 41′ 26″ E / 42.2117013879623°N,2.69043859646416°E                    |                             |                      | Modifica les dades a Wikidata |
|        | Can Xelió            | Beuda                     | masia            |                                                                | 42° 14′ 29″ N, 2° 42′ 25″ E / 42.2412946673615°N,2.70704466129857°E                    |                             |                      | Modifica les dades a Wikidata |
|        | Casa de Santa Llúcia | Segueró                   | masia            | Estil: arquitectura romànica arquitectura popular 12nd century | 42° 13′ 36″ N, 2° 45′ 00″ E / 42.2266°N,2.74987°E ca:Camí de Maià a Segueró 224 msnm   | bé cultural d'interès local | Casa de Santa Llúcia | Modifica les dades a Wikidata |
|        | Collsacreu           | Beuda                     | masia            |                                                                | 42° 14′ 16″ N, 2° 45′ 39″ E / 42.2376636989671°N,2.76077692171268°E                    |                             |                      | Modifica les dades a Wikidata |
|        | Coma-de-roure        | Beuda                     | masia            |                                                                | 42° 15′ 08″ N, 2° 40′ 51″ E / 42.2521045663202°N,2.68093088916497°E 780 msnm           |                             | Coma-de-roure        | Modifica les dades a Wikidata |
|        | Espinau              | Beuda                     | masia            |                                                                | 42° 16′ 05″ N, 2° 41′ 40″ E / 42.268183426963°N,2.6945150881055°E                      |                             |                      | Modifica les dades a Wikidata |
|        | Falgars              | Beuda                     | masia            | Estil: arquitectura popular 18th century                       | 42° 15′ 23″ N, 2° 44′ 17″ E / 42.2563°N,2.73793°E ca:Muntanya del Mont, Beuda 758 msnm | bé cultural d'interès local | Falgars              | Modifica les dades a Wikidata |
|        | Güives               | Beuda                     | masia            |                                                                | 42° 15′ 24″ N, 2° 45′ 36″ E / 42.256631226872°N,2.7600373818135°E                      |                             |                      | Modifica les dades a Wikidata |
|        | Mas Perer            | Beuda                     | masia            |                                                                | 42° 13′ 53″ N, 2° 40′ 50″ E / 42.2313079224164°N,2.6805145482597°E                     |                             |                      | Modifica les dades a Wikidata |
|        | Mas Tries Brunet     | Beuda                     | masia            | Estil: arquitectura popular                                    | 42° 14′ 38″ N, 2° 41′ 40″ E / 42.2439°N,2.69437°E                                      | bé cultural d'interès local |                      | Modifica les dades a Wikidata |
|        | Porcioles            | Beuda                     | masia            |                                                                | 42° 13′ 38″ N, 2° 42′ 58″ E / 42.2270967238032°N,2.71618661660844°E                    |                             |                      | Modifica les dades a Wikidata |
|        | Rocapastora          | Beuda                     | masia            |                                                                | 42° 14′ 54″ N, 2° 43′ 52″ E / 42.248461184258°N,2.7309758644018°E                      |                             |                      | Modifica les dades a Wikidata |
|        | Selvanera            | Beuda                     | masia            |                                                                | 42° 14′ 08″ N, 2° 44′ 21″ E / 42.2354372036105°N,2.73922475606259°E                    |                             |                      | Modifica les dades a Wikidata |
|        | Vinyals              | Beuda Lligordà            | masia            |                                                                | 42° 12′ 47″ N, 2° 42′ 13″ E / 42.2131499883413°N,2.7035401947543°E                     |                             |                      | Modifica les dades a Wikidata |
|        | el Canet             | Beuda                     | masia            |                                                                | 42° 14′ 58″ N, 2° 45′ 59″ E / 42.2495637077387°N,2.76646576118881°E                    |                             |                      | Modifica les dades a Wikidata |
|        | el Carles            | Beuda                     | masia            |                                                                | 42° 14′ 00″ N, 2° 40′ 52″ E / 42.2332726148516°N,2.68098940251363°E                    |                             |                      | Modifica les dades a Wikidata |
|        | el Dalí              | Beuda                     | masia            |                                                                | 42° 13′ 55″ N, 2° 40′ 26″ E / 42.2319466136047°N,2.67384597866274°E                    |                             |                      | Modifica les dades a Wikidata |
|        | el Maset             | Beuda Lligordà            | masia            |                                                                | 42° 12′ 54″ N, 2° 42′ 19″ E / 42.2150727133354°N,2.70523950098797°E                    |                             |                      | Modifica les dades a Wikidata |
|        | el Noguer de Segueró | Beuda                     | masia            | Estil: arquitectura popular                                    | 42° 14′ 32″ N, 2° 44′ 51″ E / 42.2421°N,2.74757°E                                      | bé cultural d'interès local | El Noguer de Segueró | Modifica les dades a Wikidata |
|        | el Salt de Palera    | Beuda Palera              | masia            |                                                                | 42° 12′ 45″ N, 2° 41′ 20″ E / 42.2125256317722°N,2.68883537790034°E                    |                             |                      | Modifica les dades a Wikidata |
|        | el Sunyer            | Beuda                     | masia            |                                                                | 42° 12′ 27″ N, 2° 43′ 24″ E / 42.2073993407411°N,2.72332522479721°E                    |                             |                      | Modifica les dades a Wikidata |
|        | el Verdeguer         | Beuda                     | masia            |                                                                | 42° 14′ 53″ N, 2° 45′ 45″ E / 42.2479796592909°N,2.76259259826078°E                    |                             |                      | Modifica les dades a Wikidata |
|        | l'Aulet              | Beuda Palera              | masia            |                                                                | 42° 13′ 02″ N, 2° 41′ 29″ E / 42.2170896085991°N,2.6913452121945°E                     |                             |                      | Modifica les dades a Wikidata |
|        | la Masó de Palera    | Beuda Palera              | masia casa forta | Estil: arquitectura popular                                    | 42° 13′ 18″ N, 2° 41′ 52″ E / 42.2217°N,2.69784°E                                      | bé cultural d'interès local |                      | Modifica les dades a Wikidata |
|        | la Quera             | Beuda                     | masia            |                                                                | 42° 14′ 22″ N, 2° 42′ 34″ E / 42.2395173652208°N,2.70937997392468°E                    |                             |                      | Modifica les dades a Wikidata |

## molí d'aigua
| imatge | Nom                        | Ubicat a       | instància de | Detalls                     | coordenades                                                         | Protecció                                  | Commons (més fotos) | Dades a WD                    |
| ------ | -------------------------- | -------------- | ------------ | --------------------------- | ------------------------------------------------------------------- | ------------------------------------------ | ------------------- | ----------------------------- |
|        | Molí de Baix               | Beuda Lligordà | molí d'aigua |                             | 42° 13′ 20″ N, 2° 42′ 30″ E / 42.2223484339596°N,2.7082227906907°E  |                                            |                     | Modifica les dades a Wikidata |
|        | Molí de Can Grau           | Beuda          | molí d'aigua | Estil: arquitectura popular | 42° 14′ 42″ N, 2° 41′ 27″ E / 42.245094°N,2.690778°E                | bé integrant del patrimoni cultural català |                     | Modifica les dades a Wikidata |
|        | Molí de la Quera           | Beuda          | molí d'aigua |                             | 42° 13′ 40″ N, 2° 42′ 20″ E / 42.2277273886035°N,2.70555629483171°E |                                            |                     | Modifica les dades a Wikidata |
|        | Molí de la Serra d'en Bosc | Beuda          | molí d'aigua |                             | 42° 13′ 41″ N, 2° 45′ 13″ E / 42.227989°N,2.753552°E 223 msnm       |                                            |                     | Modifica les dades a Wikidata |

## muntanya
| imatge | Nom                 | Ubicat a               | instància de   | Detalls | coordenades | Protecció                                            | Commons (més fotos) | Dades a WD                    |
| ------ | ------------------- | ---------------------- | -------------- | ------- | --- | ---------------------------------------------------- | ------------------- | ----------------------------- |
|        | Castellets          | Beuda                  | muntanya       |         | 42° 15′ 27″ N, 2° 40′ 50″ E / 42.25762222°N,2.68049167°E 986 msnm                                                   |                                                      | Castellets (Beuda)  | Modifica les dades a Wikidata |
|        | Puig Caçador        | Albanyà Beuda          | muntanya       |         | 42° 16′ 02″ N, 2° 42′ 31″ E / 42.2672°N,2.7087°E 1055.9 msnm                                                        |                                                      |                     | Modifica les dades a Wikidata |
|        | Puig d'en Roure     | Beuda Sales de Llierca | muntanya       |         | 42° 14′ 51″ N, 2° 40′ 38″ E / 42.2476°N,2.67726°E 691.4 msnm                                                        |                                                      |                     | Modifica les dades a Wikidata |
|        | Puig de Cantallops  | Beuda                  | muntanya       |         | 42° 13′ 54″ N, 2° 42′ 02″ E / 42.2318°N,2.70049°E 437.7 msnm                                                        |                                                      |                     | Modifica les dades a Wikidata |
|        | Puig de Malveí      | Albanyà Beuda          | muntanya       |         | 42° 15′ 45″ N, 2° 41′ 09″ E / 42.26238889°N,2.68575583°E 1024 msnm                                                  |                                                      |                     | Modifica les dades a Wikidata |
|        | Puig de Torroella   | Albanyà Beuda          | muntanya       |         | 42° 16′ 08″ N, 2° 42′ 18″ E / 42.26899139°N,2.70497778°E 42° 16′ 08″ N, 2° 42′ 18″ E / 42.269°N,2.705°E 1056.2 msnm |                                                      |                     | Modifica les dades a Wikidata |
|        | Rocabertí           | Beuda                  | muntanya       |         | 42° 13′ 58″ N, 2° 42′ 53″ E / 42.232871°N,2.714717°E 439 msnm                                                       |                                                      |                     | Modifica les dades a Wikidata |
|        | Tossa d'Espinau     | Albanyà Beuda          | muntanya       |         | 42° 16′ 24″ N, 2° 41′ 34″ E / 42.273432°N,2.69285°E 1087 msnm                                                       |                                                      |                     | Modifica les dades a Wikidata |
|        | Turó de Ca n'Alzina | Beuda                  | muntanya       |         | 42° 14′ 02″ N, 2° 45′ 53″ E / 42.234°N,2.76459°E 363.3 msnm                                                         |                                                      |                     | Modifica les dades a Wikidata |
|        | Turó de Can Felip   | Beuda                  | muntanya       |         | 42° 13′ 23″ N, 2° 41′ 26″ E / 42.22291667°N,2.69041944°E 313.7 msnm                                                 |                                                      |                     | Modifica les dades a Wikidata |
|        | castell de Falgars  | Beuda                  | muntanya torre |         | 42° 15′ 21″ N, 2° 43′ 50″ E / 42.255722°N,2.7305°E ca:Segueró, Beuda 977 msnm                                       | bé d'interès cultural bé cultural d'interès nacional | Castell de Falgars  | Modifica les dades a Wikidata |
|        | el Castellot        | Beuda                  | muntanya       |         | 42° 14′ 40″ N, 2° 42′ 47″ E / 42.2445°N,2.71312°E 561.1 msnm                                                        |                                                      |                     | Modifica les dades a Wikidata |
|        | el Montcal          | Beuda Maià de Montcal  | muntanya       |         | 42° 14′ 04″ N, 2° 43′ 44″ E / 42.2345°N,2.72892°E 550.3 msnm                                                        |                                                      |                     | Modifica les dades a Wikidata |

## pont
| imatge | Nom                     | Ubicat a       | instància de | Detalls | coordenades                                                         | Protecció | Commons (més fotos) | Dades a WD                    |
| ------ | ----------------------- | -------------- | ------------ | ------- | ------------------------------------------------------------------- | --------- | ------------------- | ----------------------------- |
|        | Pont del Maset          | Beuda Lligordà | pont         |         | 42° 12′ 49″ N, 2° 42′ 25″ E / 42.2136003190071°N,2.70705152882892°E |           |                     | Modifica les dades a Wikidata |
|        | Pont del Salt de Palera | Beuda Palera   | pont         |         | 42° 12′ 46″ N, 2° 41′ 22″ E / 42.2127074957185°N,2.68947658755529°E |           |                     | Modifica les dades a Wikidata |

## serra
| imatge | Nom                | Ubicat a              | instància de | Detalls | coordenades                                                         | Protecció | Commons (més fotos) | Dades a WD                    |
| ------ | ------------------ | --------------------- | ------------ | ------- | ------------------------------------------------------------------- | --------- | ------------------- | ----------------------------- |
|        | Carena del Montcal | Beuda Maià de Montcal | serra        |         | 42° 13′ 44″ N, 2° 43′ 34″ E / 42.229°N,2.72623°E                    |           |                     | Modifica les dades a Wikidata |
|        | serra de la Creu   | Beuda Cabanelles      | serra        |         | 42° 14′ 15″ N, 2° 46′ 27″ E / 42.23755556°N,2.77411111°E 324.4 msnm |           |                     | Modifica les dades a Wikidata |

## Misc
| imatge | Nom                                   | Ubicat a         | instància de         | Detalls                     | coordenades                                                                  | Protecció                                  | Commons (més fotos)     | Dades a WD                    |
| ------ | ------------------------------------- | ---------------- | -------------------- | --------------------------- | ---------------------------------------------------------------------------- | ------------------------------------------ | ----------------------- | ----------------------------- |
|        | Can Felicià                           | Beuda            | edifici              |                             | 42° 14′ 30″ N, 2° 44′ 53″ E / 42.24162422732999°N,2.7479714155197144°E       |                                            |                         | Modifica les dades a Wikidata |
|        | Forn de calç del Mas Perer            | Beuda            | forn de calç         | Estil: arquitectura popular |                                                                              | bé integrant del patrimoni cultural català |                         | Modifica les dades a Wikidata |
|        | Granges l'Atlàntida                   | Beuda            | granja               |                             | 42° 14′ 16″ N, 2° 43′ 16″ E / 42.2378980649717°N,2.72099832440755°E          |                                            |                         | Modifica les dades a Wikidata |
|        | Pedrera de Selvanera                  | Beuda            | pedrera              |                             | 42° 14′ 13″ N, 2° 43′ 54″ E / 42.2369325457054°N,2.73154678158371°E          |                                            |                         | Modifica les dades a Wikidata |
|        | Restes d'un trull d'oli a Can Campnou | Beuda            | molí masia Ús: trull | Estil: arquitectura popular | 42° 14′ 35″ N, 2° 44′ 58″ E / 42.24309°N,2.74945°E                           | bé integrant del patrimoni cultural català |                         | Modifica les dades a Wikidata |
|        | casa consistorial de Beuda            | Beuda            | casa consistorial    |                             | 42° 14′ 13″ N, 2° 42′ 34″ E / 42.2368461°N,2.709475°E                        |                                            |                         | Modifica les dades a Wikidata |
|        | coll Sacreu                           | Beuda Cabanelles | collada              |                             | 42° 14′ 33″ N, 2° 45′ 48″ E / 42.2425°N,2.76332°E 320 msnm                   |                                            |                         | Modifica les dades a Wikidata |
|        | corrals d'en Noguer                   | Beuda            | cabana               |                             | 42° 14′ 31″ N, 2° 44′ 36″ E / 42.2418408734887°N,2.74330731111977°E          |                                            |                         | Modifica les dades a Wikidata |
|        | cova de la Mosquera                   | Beuda            | cova                 |                             | 42° 14′ 06″ N, 2° 42′ 34″ E / 42.2351313566236°N,2.70940009787205°E          |                                            |                         | Modifica les dades a Wikidata |
|        | el Pedró de Sant Miquel               | Beuda            | creu monumental      |                             | 42° 14′ 53″ N, 2° 45′ 16″ E / 42.2480522857855°N,2.75431306396669°E 425 msnm |                                            | El Pedró de Sant Miquel | Modifica les dades a Wikidata |